# Utah Jazz
Utah Jazz este un club de baschet din Salt Lake City, Utah care face parte din Divizia Nord-Vest a Conferinței de Vest din National Basketball Association (NBA). Franciza a apărut în anul 1974 ca New Orleans Jazz, în New Orleans, Louisiana, dar echipa s-a mutat în Utah în 1979 după doar cinci sezoane.